# Gottlieb Käppeli
Gottlieb Käppeli (* 26. Juli 1840 in Merenschwand; † 17. Dezember 1909 in Aarau; heimatberechtigt in Merenschwand) war ein Schweizer Politiker (FDP) und Richter. Von 1875 bis 1905 war er Regierungsrat des Kantons Aargau.

## Biografie
Gottlieb Käppeli, Sohn des Gerichtspräsidenten Joseph Leonz Käppeli, besuchte in Wettingen das Lehrerseminar, anschliessend studierte er Recht an den Universitäten Heidelberg und Zürich. 1863 promovierte er mit einer Arbeit über das Wasserrecht. Ab 1866 war er als Amtsschreiber tätig, ab 1868 als Präsident des Bezirksgerichts Muri.
1875 wählte der Grosse Rat den radikal-liberalen Käppeli in die Kantonsregierung. Nachdem er vorübergehend das Departement des Inneren geleitet hatte, übernahm er im darauf folgenden Jahr das Justizdepartement. Zu seinen Hauptaufgaben gehörte die Umsetzung des Bundesgesetzes über Zivilstand und Ehe. Die von ihm ausgearbeitete Novelle zum Sittenpolizeigesetz fand 1878 im Parlament keine Zustimmung. 1880 wechselte Käppeli ins Baudepartement. Wichtigste Geschäfte waren der Bau der kantonalen Krankenanstalt in Aarau (das heutige Kantonsspital) und die Einrichtung einer Pflegeanstalt im ehemaligen Kloster Muri, die jedoch 1889 nach einem Grossbrand wieder geschlossen werden musste.
Ab 1885 stand Käppeli dem Justiz-, Polizei- und Sanitätsdepartement vor. Unter seiner Leitung wurden ein neues Zivilgesetzbuch und eine revidierte Hypothekarordnung ausgearbeitet. Die 1893 eröffnete Zwangserziehungsanstalt für Jugendliche in der Festung Aarburg war für die Schweiz eine Pioniertat. Als Vorsteher des Erziehungsdepartements (ab 1893) erreichte er die Schliessung der letzten konfessionell getrennten Schulen und die Einrichtung einer Lehrerpensionskasse, scheiterte aber 1896 mit seinem Entwurf für ein neues Schulgesetz. Schliesslich stand er von 1901 bis 1905 dem Finanzdepartement vor.
Käppeli war ein enger Freund von Augustin Keller, dem Mitbegründer der Christkatholischen Kirche, und engagierte sich für die neue Glaubensbewegung. Insbesondere setzte er sich für die Gründung einer christkatholischen Kantonalsynode ein. 1908 war er Präsident der christkatholischen Kirchgemeinde Aarau, von 1907 bis 1909 Präsident des Schweizer Synodalrates. Einen grossen Teil seines Vermögens stiftete Käppeli dem Kanton zur Schaffung eines Stipendienfonds.